# كباندو
كباندو مدينة في غانا و هي عاصمة مقاطعة كباندو في جنوب شرق البلاد.

## أعلام
- ستيفن أهورلو